# 事故の歴史展示館
事故の歴史展示館（じこのれきしてんじかん）は、東日本旅客鉄道（JR東日本）が2002年（平成14年）11月1日に、福島県白河市にある東日本旅客鉄道総合研修センター内に開設した、社内外の鉄道重大事故を体系的にとらえ、体験的に学ぶことができる施設。2018年10月の拡充後では、日本の鉄道開業（1872年）以降に起きた34件を9分類して、関連資料や破損車両の実物などを展示している
。
入館者はJR東日本社員に限られており、一般公開はしていない。

## 展示基準
開設に際して、展示館を見る者は事故を知らぬこと、仕組みを熟知していないことを前提に、事故防止に対する考え方、システムの歴史、作業ルールが決められた経緯を学ぶことを狙いとしている。
- JR発足以降の事故で忘れてはならない事故（2005年に発生したJR福知山線脱線事故やJR羽越本線脱線事故は後に追加）
- 日本国有鉄道（国鉄）時代に発生した事故
- 他の鉄道事業者で発生した事故で、JR東日本としても教訓としておかなければならない事故

を基準としている。
また、新潟県中越地震による上越新幹線脱線事故で廃車となった200系K25編成および、東日本大震災の津波に飲み込まれて廃車となったE721系P19編成の車両の一部、川崎駅での脱線転覆事故で廃車となったクハE233-1077とサハE233-1277についても、資料として保存されている。

## 展示事例
- 衝突・脱線
  - 信号冒進
    - 三河島事故（1962年5月3日）
    - 平野駅列車脱線事故（1973年12月26日）
    - 東中野駅列車追突事故（1988年12月5日）
    - 来宮駅列車衝突事故（1992年6月28日）
    - 大月駅列車衝突事故（1997年10月12日）

  - 保守作業
    - 磯原 - 大津港間列車脱線事故（1989年10月24日）
    - 滝沢駅列車脱線衝突事故（1994年12月7日）
    - 京浜東北線脱線転覆事故（2014年2月23日）

  - 閉そく取扱い
    - 信楽高原鐵道列車衝突事故（1991年5月14日）

  - 複合脱線
    - 営団日比谷線脱線衝突事故（2000年3月8日）
    - JR福知山線脱線事故（2005年4月25日）

  - 信号
    - 赤羽駅列車脱線事故（1973年6月19日）
    - 仙台電車区列車脱線事故（1990年2月11日）

  - 踏切
    - 友部里道踏切事故（1993年7月8日）
    - 大菅踏切事故（1992年9月14日）
    - 大根原踏切事故（2011年2月1日）

  - ブレーキ装置
    - 関東鉄道取手駅列車脱線事故（1992年6月2日）

  - 災害
    - 六原駅列車転覆事故（1988年8月29日）
    - 余部鉄橋列車転落事故（1986年12月28日）
    - JR羽越本線脱線事故（2005年12月25日）
    - 東日本大震災による常磐線の津波被害（2011年3月11日）[2]
    - 上越新幹線脱線事故（2004年10月23日）
- 火災
  - 列車火災
    - 桜木町事故（1951年4月24日）
    - 北陸トンネル列車火災事故（1972年11月6日）
    - アルカディア号列車火災事故（1988年3月30日）
    - 石勝線列車脱線火災事故（2011年5月27日）
- 労働災害
  - 触車
    - 水戸駅触車事故（1993年3月30日）
    - 鹿島台駅触車事故（1993年6月19日）
    - 青柳駅触車事故（1998年2月9日）
    - 山手貨物線作業員触車死亡事故（1999年2月21日）

  - 感電
    - 藤田駅感電事故（1997年7月20日）
- モラル
  - 飲酒
    - 西明石駅列車脱線事故（1984年10月19日）

## 展示構成

### 展示パネル
事故概況や被害概況を容易に理解できるよう当時の新聞記事、文献を参考に概況が作成、あわせて事故掲載の新聞記事、写真なども掲出されている。
パネルには事故に至った経過について時系列的な流れのみならず取扱面、設備面という事故当時の状況が盛り込まれ、事故後の対策について現在のルール、安全設備がどの事故を教訓としているのか、なぜ重要なのかを記載することにより、安全の仕組みに対してより理解が深まるようにされている。館内展示以外の事故については「主な鉄道事故の歴史年表」に掲載され、さらに鉄道運転事故の中でも利用者や社員の死傷事故につながる可能性が特に高い、信号冒進列車衝突事故、速度超過列車脱線事故を防止するべく長年導入が進められてきたATS、ATCについては、開発された契機が年表にまとめて展示されている。

### 再現映像装置
1962年の三河島事故は鉄道のルール、保安装置が本格的に整備される契機となった重大事故である。このため、ジオラマとビデオ映像を組み合わせた再現映像装置が設置されている。ビデオ映像については画面が6分割され、関係者の各視点を同時並行で再現され、事故に至るまでの時間的推移を理解しやすいよう工夫されている。
開設1年後の2003年11月には保守作業に関する事故として常磐線磯原駅 - 大津港駅間列車脱線事故が追加展示された。ここでは再現映像を1画面とし、画面下部に関係列車の動きを示す線路図、鳥瞰図が表示されている。

### 機器表示装置ほか
専門性が高く、事故に至るメカニズムが文章だけで説明しがたいものについてはCG、模型が活用されている。例えば、保守用車の収容に使用する横取り装置については模型が、複合脱線、ブレーキ動作・失効、踏切遮断事故のメカニズムについてはCGが用いられ、展示されている。

### 報道と被害者の証言
展示事故のうち6件については壁面、床面が使われ、ニュース映像、音声、被害者の証言記事により事故の鮮烈な印象を与える空間が演出されている。これは事故に対する社会批判を通じて、列車運行に関わる業務の社会的責任の重大さを認識できるようという目的である。